# ألكسندرا وجسيك
ألكسندرا وجسيك (بالبولندية: Aleksandra Wójcik)‏ (3 يناير 1994 في بولندا - ) هي لاعبة كرة طائرة بولندا في مركز ضارب خارجي ‏. لعبت مع Muszynianka Muszyna ‏.

## وصلات خارجية
- ألكسندرا وجسيك على موقع الاتحاد الأوروبي (الإنجليزية)